# Артур Уонтнър
Артур Уонтнър (на английски: Arthur Wontner) е британски актьор.

## Биография и творчество
Артур Уонтнър Смит е роден на 21 януари 1875 г. в Лондон, Англия.
За първи път излиза на сцената през 1897 г.
Уонтнър става известен с ролята си на Шерлок Холмс в пет филма в периода 1931-1937 г. Избран е за ролята поради участието му в театрална пиеса като детектив Секстън Блейк. Пресъздава героя на сър Артър Конан Дойл като сдържан, ученолюбив и разсъдлив, и е посочен от критиката като най-близък до характера на оригинала.
Участва в множество поддържащи роли в киното и в театрални постановки.
През 1932 г. е удостоен от краля на Италия с отличието „Рицар на Короната на Италия“ за участието си в пиесата на Мусолини „Наполеон“.
Артур Уонтнър умира на 10 юли 1960 г. в Лондон, Англия.
Най-големият му син Хю Уонтнър става известен хотелиер и кмет на Лондон през 1931 – 1932 г.

## Филмография
- Lady Windermere's Fan (1916)
- The Bigamist (1916) – като лорд Дарлингтън
- Bonnie Prince Charlie (1923) – като лорд Кингбург
- The Diamond Man (1924) – като лейди Марша
- Eugene Aram (1924) – като Еужет Арам
- The Infamous Lady (1928) – като К.С.
- A Gentleman of Paris (1931) – като сър Джон Крейг
- The Sleeping Cardinal (1931) – като Шерлок Холмс
- The Sign of Four (1932) – като Шерлок Холмс
- The Missing Rembrandt (1932) – като Шерлок Холмс
- Condemned to Death (1932) – като сър Чарлз Уолингтън
- The Triumph of Sherlock Holmes (1935) – като Шерлок Холмс
- Royal Cavalcade (1935) – малка роля
- Line Engaged (1935) – като инспектор Морланд
- Dishonour Bright (1936) – като съдия
- Second Bureau (1937) – като полковник Геруд
- The Live Wire (1937) – като Монтел
- Thunder in the City (1937) – като сър Питър
- Silver Blaze (1937) – като Шерлок Холмс
- Storm in a Teacup (1937) – като финансов прокурист
- The Gay Lord Quex (1938) – ТВ филм, като маркиз
- The Terror (1938) – като полковник Редмейн
- 13 Men and a Gun (1938) – като капитан
- Kate Plus Ten (1938) – като полковник Уесхангър
- Old Iron (1938) – като съдия
- The Day Is Gone (1939) – ТВ филм, като майор Уорминсайд
- The Life and Death of Colonel Blimp (1943) – като съветник от посолството
- Second Chance (1946)- ТВ филм, като полковник Дейвид Форестър
- Love from a Stranger (1947) – ТВ филм, като д-р Гриби
- Hamlet (1947) – ТВ филм, като Полониус
- Blanche Fury (1948) – като лорд Ръдфорд
- Pygmalion (1948) – ТВ филм, като полковник Пикеринг
- Macbeth (1949) – ТВ филм, като крал Дънкан
- Ten Little Niggers (1949) – ТВ филм, като генерал Макензи
- Bright Shadow (1950) – ТВ филм, като полковник Филип Райсбъро
- The Tragedy of King Richard II (1950) – ТВ филм, като дук на Йорк
- The Elusive Pimpernel (1950) – като лорд Гренвил
- The Warden (1951) – ТВ сериал, като епископ на Барчестър
- Brandy for the Parson (1952) – като майор Клоклейд
- Genevieve (1953) – като стар джентълмен
- Sea Devils (1953) – като Барон де Бодрек
- Three Cases of Murder (1955) – като лидер на Камарата